# Delphine Batho
Delphine Batho (París, 23 de març de 1973) és una política francesa socialista.
És actualment diputada de la segona circumscripció de les Deux-Sèvres, successora de Ségolène Royal. Va ser secretària nacional del Partit Socialista francès, encarregada de les qüestions de seguretat entre 2003 i 2008 i després portaveu de François Hollande, durant la campanya presidencial de 2012.

## Biografia
Delphine Batho nasqué el 1973 a la capital francesa, filla dels fotògrafs John i Claude Batho. Començà la militància política al liceu Henri-IV mentre estava estudiant literatura. Es va afiliar a la FIDL, entitat de la qual esdevingué presidenta el 1990.